# Евплов, Иван Гаврилович
Иван Гаврилович Евплов (16 мая 1920, Дмитровка — 19 мая 2015, Ростов-на-Дону, Россия) — участник Великой Отечественной войны, командир батальона 988-го стрелкового полка (230-я стрелковая дивизия, 5-я ударная армия, 1-й Белорусский фронт), майор. Герой Советского Союза.

## Биография
Родился в селе Дмитровка, ныне Кропивницкий район Кировоградской области, в семье рабочего.
До призыва в армию учился в техникуме.
В Красной Армии с 1940 года. Окончил Одесское пехотное училище в 1941. Член КПСС с 1943 года.
В боях Великой Отечественной войны — с ноября 1941 года. В 1942 году окончил КУОС.
31 января 1945 года батальон под командованием Евплова в составе 230-й стрелковой дивизии вышел на Одер и захватил на реке важный Кюстринский плацдарм в 60 километрах от Берлина. За блестящую операцию, которая была проведена маршалом Георгием Жуковым, Иван Евплов был награждён орденом Суворова III степени. В ночь на 24 апреля 1945 года Евплов умело организовал форсирование реки Шпрее в предместье Берлина и захват плацдарма на противоположном берегу, чем обеспечил успех переправы полка.
После войны продолжил службу в Вооруженных силах СССР. В 1949 году окончил Военную академию им. М. В. Фрунзе. После этого служил на Дальнем Востоке в Приморском военном округе.
С 1969 года полковник Евплов — в запасе. Жил и работал в Ростове-на-Дону. Со своей женой — Марией Ивановной — находился на пенсии.
19 мая 2015 года скончался в возрасте 95 лет.

## Награды
- Звание Героя Советского Союза присвоено 31 мая 1945 года.
- Награждён орденами Ленина, Суворова III степени, Отечественной войны 1 и 2 степеней, двумя орденами Красной Звезды, а также медалями.
- Также награждён орденом Атамана Платова (2012)[4].